# Bernard Fitzalan-Howard (3e baron Howard de Glossop)
Bernard Edward Fitzalan-Howard, 3e baron Howard de Glossop (10 mai 1885 - 24 août 1972) est un pair britannique.

## Biographie
Bernard Fitzalan-Howard est le fils aîné de Francis Fitzalan-Howard, 2e baron Howard de Glossop et Clara Louisa (Greenwood), et petit-fils d'Edward Fitzalan-Howard (1er baron Howard de Glossop), et fait ses études à l'Oratory School et au Trinity College, Cambridge. Il devient capitaine dans les scouts de Lovat pendant la Première Guerre mondiale et est nommé MBE en 1920.
En 1924, Fitzalan-Howard hérite de la baronnie de son père. Il est l'héritier présomptif depuis le 17 mai 1962 de son cousin le 16e duc de Norfolk, mais est décédé avant lui d'un peu plus de deux ans.

## Mariage et enfants
Le 5 septembre 1914, il épouse Mona Stapleton, 11e baronne Beaumont. Lui et sa femme sont l'un des rares couples à détenir tous deux des titres nobles à part entière. Ils ont huit enfants, qui reçoivent tous des noms commençant par M :
- Miles Fitzalan-Howard (17e duc de Norfolk) (1915 - 2002) ;
- Michael Fitzalan-Howard (en) (1916 - 2007) ;
- Mariegold Magdalane Fitzalan-Howard (1919 - 2006), épouse Gerald James "Jerrie" Jamieson, Esq. (fils de Sir Archibald Jamieson) ;
- Martin Fitzalan-Howard (1922 - 2003), épouse Bridget Anne Keppel ;
- Miriam Fitzalan-Howard (1924 - 1996), épouse Peregrine Hubbard. Leur petite-fille est l'actrice Gabriella Wilde. Lady Miriam fonde l'école préparatoire de Moreton Hall en 1962 ;
- Miranda Fitzalan-Howard (née en 1927), épouse Christopher Emmett (fils de la baronne Emmet d'Amberley) ;
- Mirabel Fitzalan-Howard (1931 - 2008), épouse Bernard Noel David George Terrence Kelly (fils du diplomate David Victor Kelly)[2] ;
- Mark Fitzalan-Howard (né en 1934), marié à Jacynth Lindsay, fille de Martin Lindsay (1er baronnet), a deux filles.

À la suite de l'accession de leur fils aîné, Miles, au duché de Norfolk en 1975, le reste de leurs enfants obtiennent le rang et les titres de fils et filles cadets d'un duc.